# Myrmarachne pygmaea
Myrmarachne pygmaea là một loài nhện trong họ Salticidae.
Loài này thuộc chi Myrmarachne. Myrmarachne pygmaea được Tord Tamerlan Teodor Thorell miêu tả năm 1894.